# Асколи, Джулио
Джулио Асколи (итал. Giulio Ascoli, 20 ноября 1843, Триест, Италия — 12 июля 1896, Милан, Италия) — итальянский математик. Известен своим вкладом в математический анализ.

## Биография
Ввёл понятие равностепенной непрерывности функций и установил достаточные условия компактности последовательности непрерывных функций. Примерно в то же время Чезаре Арцела установил необходимые условия компактности. Их окончательный результат известен теперь как теорема Асколи — Арцела.